# Sbandata controllata
La sbandata controllata è una tecnica di guida di auto e moto che consiste nel percorrere le curve facendo slittare le ruote posteriori verso l'esterno in modo controllato.

## Tecnica

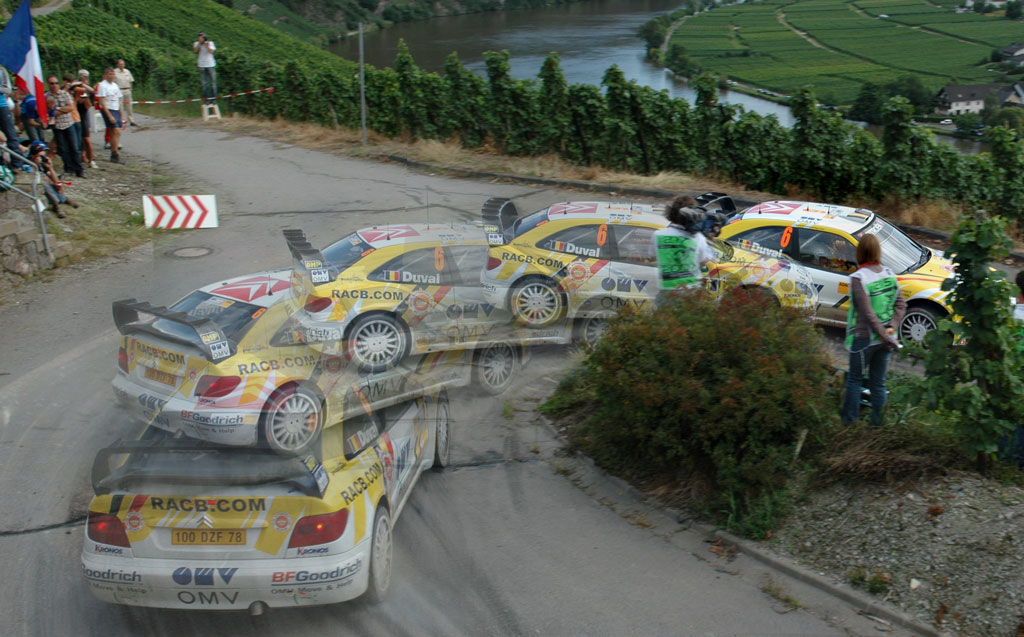
Esecuzione di una sbandata controllata.

Nel dettaglio, per compiere una sbandata controllata occorre prima eseguire all'ingresso di curva una secca sterzata, così da far girare l'auto o la moto (con la moto per lo più ci si inclina, una brusca sterzata in moto determinerebbe una rovinosa caduta) leggermente di traverso rispetto alla direzione di marcia, facendo puntare il suo muso verso l'interno della curva: di conseguenza, anche le ruote si disallineano rispetto alla direzione di marcia e quindi derapano, cioè scivolano lateralmente continuando nel contempo a ruotare in avanti. A questo punto, se il pilota non interviene, l'angolo di sbandata (cioè l'angolo tra la direzione di marcia e quella in cui è rivolto il veicolo) aumenta sempre di più e l'esito inevitabile è la caduta nel caso di una moto e il testacoda (o a volte il ribaltamento) nel caso di un'auto.
Per mantenere il controllo si deve subito portare le ruote dritte o in alcuni casi controsterzare leggermente in modo che siano sempre allineate alla linea di curvatura (cioè rivolgere all'esterno le ruote anteriori) e azionare l'acceleratore. Se questa manovra è eseguita correttamente, l'angolo di sbandata si stabilizza e il veicolo percorre tutta la curva con le ruote posteriori che derapano, rivolte verso l'interno, mentre quelle anteriori sono dritte o leggermente allineate con la direzione di marcia.

## Vantaggi e svantaggi

Schema di progressione di una sbandata controllata.

### Vantaggi
Il risultato di una corretta esecuzione di tale tecnica porta la vettura (o la moto) ad allinearsi con il rettilineo successivo alla curva ben prima di aver completato la percorrenza di quest'ultima, avendo a questo punto l'opportunità di raddrizzare le ruote anteriori e accelerare a fondo prima di quanto avrebbe potuto fare se avesse percorso la curva senza sbandare. Un vantaggio innegabile, tanto maggiore quanto più bassa è l'aderenza fornita dagli pneumatici, problema molto sentito agli albori dell'automobilismo e motivo per cui Tazio Nuvolari affinò tale tecnica fino a farne un suo tratto distintivo.

### Svantaggi
Risulta svantaggiosa invece per le moderne auto da corsa su pista, le quali sfruttano le ruote molto larghe e coefficienti di aderenza estremamente alti riuscendo a curvare in modo più efficace senza derapare.

## Uso
La manovra della sbandata controllata è una parte fondamentale del bagaglio tecnico dei piloti di moto e di auto da rally: essa infatti dà vantaggi significativi, sia in termini di controllo che di velocità di percorrenza delle curve, soprattutto in condizioni di scarsa aderenza come ad esempio sullo sterrato o sulla neve. 

## Pericolosità
È assolutamente sconsigliato invece usare questa tecnica nella normale guida su strada per la sua pericolosità: è facile infatti, se non eseguita correttamente, perdere il controllo e provocare un incidente.
Inoltre essa risulta più difficile da compiere con le automobili a trazione anteriore, perché la trazione sulle ruote posteriori facilita il controllo dell'angolo di sbandata, mentre con le auto a trazione anteriore la tecnica è utilizzabile principalmente con curve brevi e pronunciate e con un azionamento lieve del comando gas per evitare il bloccaggio del differenziale che porterebbe a un sottosterzo.